# الکساندر تشوتسلف
الکساندر تشوتسلف (انگلیسی: Aleksander Tšutšelov; ۲۶ آوریل ۱۹۳۳ – ۱ ژانویهٔ ۲۰۱۷) ورزشکار اهل استونی بود.
وی در مسابقات کشوری و بین‌المللی در مجموع برندهٔ ۱ مدال نقره شده‌است.